# Anatomy (film)
Anatomy (Anatomie) è un film tedesco del 2000, diretto da Stefan Ruzowitzky e con l'attrice protagonista Franka Potente. Altri interpreti principali sono Benno Fürmann, Anna Loos e Sebastian Blomberg.

## Trama
Paula Henning è una brillante studentessa di medicina che vorrebbe fare carriera ed emanciparsi da suo padre, medico di provincia, e sua madre, casalinga che ha rinunciato alla carriera quando è rimasta incinta di lei. La ragazza segue dunque le orme di sue nonno, ormai malato terminale ma un tempo un grande medico nonché fondatore di un importante istituto di medicina presso la città di Heidelberg, e riesce ad essere selezionata in modo perfettamente meritocratico per frequentare un corso presso tale istituto. Per Paula la medicina è sia un mestiere che una vocazione, ma non tutti i medici la vivono così: proprio mentre lei frequenta l'ultima lezione presso la sua università, in una sala operatoria dei medici eseguono strane operazioni su un uomo ancora vivo che definiscono "un oggetto da esporre". Dopo aver preparato le sue cose, Paula parte con un programma rigido in mente: non concedersi alcuna distrazione e dedicarsi soltanto al lavoro. Durante il viaggio approfondisce la conoscenza di Gretchen, una sua collega molto più disinibita di lei, e David, ragazzo cardiomiopatico che la ragazza ha modo di salvare con un massaggio cardiaco. David rivela successivamente di avere una malattia molto particolare.
Arrivate all'istituto, Paula e Gretchen si sistemano in uno stesso appartamento e fanno la conoscenza di alcuni ragazzi, i quali le spaventano collegando degli elettrodi ad un cadavere e facendo sì che esso si muova grazie ad impulsi elettrici. Dopo questo inconveniente, gli studenti fanno la conoscenza del rettore dell'istituto: questi illustra loro lo svolgimento del corso e mostra ogni attrezzatura che avranno a disposizione per le loro ricerche, inclusi dei preparati anatomici molto fedeli. Quella stessa sera tutti gli studenti di medicina vanno insieme a cena e iniziano a fare conoscenza: David, il ragazzo del treno, cena nel frattempo nel medesimo locale. Nel momento in cui David va in bagno viene attaccato e sedato: si risveglia dopo qualche ora in una sala operatoria, scoprendo che alcune persone senza scrupoli vogliono fare alcuni esperimenti. David prova a difendersi e riesce a ferire uno dei suoi assalitori, ma finisce comunque per essere ucciso dai suoi assalitori. Il giorno dopo, il cadavere di David è fra quelli che vengono sottoposti alle attenzioni degli studenti: Paula è sotto choc, ma decide di esaminare comunque il corpo con professionalità.
Paula nota immediatamente qualcosa di strano nel cadavere, tuttavia le sue domande si scontrano contro l'omertà del rettore e l'atteggiamento ostile del personale in genere. Nel frattempo, Paula e Gretchen iniziano ad stringere legami amorosi con alcuni ragazzi: Gretchen ha nel contempo relazioni carnali con due ragazzi contemporaneamente, Paula inizia a frequentare l'altezzoso Caspar con cui inizia una relazione fatta di alti e bassi, in cui i loro caratteri si scontrano continuamente. Nonostante lo scetticismo e l'ironia di alcuni e l'omertà di altri, Paula continua ad indagare sulla morte di David: introdottasi nell'obitorio, la ragazza scopre il tatuaggio AAA sul corpo del ragazzo e fa un prelievo di alcuni tessuti, per poi inviarli a un suo amico biologo. Le ricerche di Paula rivelano che la sigla AAA sta ad indicare la setta degli "anti ippocratici", un'organizzazione misterica che rifiuta ogni idea di etica all'interno della ricerca scientifica, mentre le analisi del suo amico rivela che nel corpo di David era stata iniettata una sostanza generalmente utilizzata per immobilizzare gli animali gelificando il loro sangue. Si tratta di una sostanza micidiale, ma anche facilmente contrastabile: una soluzione acquosa di sale da cucina iniettata per endovena è sufficiente per contrastarla.
Paula prova a parlare di nuovo col rettore, ma questi la attacca come mai prima d'ora e soltanto un escamotage elaborato sul momento da Caspar riesce a salvarla. Tornata a casa, tuttavia, Paula trova il suo letto imbrattato di sangue: una chiara intimidazione, fra l'altro simile a quelle che la setta eseguiva già nell'antichità. Presto Paula scopre che Hein, uno dei fidanzati di Gretchen è nell'appartamento: questi recita il ruolo del cane bastonato con lei per farla impietosire, affermando di essere distrutto dal fatto che Gretchen l'abbia tradito con l'altro ragazzo, con cui nel frattempo è a cena in un ristorante. Il ragazzo è in realtà un adepto della setta: pazzo di gelosia per Gretchen, egli uccide sia lei che il suo rivale in amore mentre stavano per avere un amplesso nella sala operatoria. Gli inservienti riescono quasi a scoprirlo, ma Hein riesce comunque a cavarsela: la mossa successiva sarà minacciare Paula e consegnarle un dito di Gretchen per scoraggiare le sue ricerche. Inorridita, la ragazza va dalla polizia, che però non le crede. L'assalitore di Gretchen decide allora di aggredire anche lei, ma Paula riesce a rifugiarsi nella sede centrale della loggia, che è zona franca: qui ha un confronto con il rettore, che le rivela che anche suo nonno è un anti ippocratico.
Scioccata dalla scoperta, Paula ha ormai capito perché suo padre odia il nonno: la ragazza torna a casa per un confronto, ma scopre che nel frattempo suo nonno è morto. Nel frattempo, gli anti ippocratici tengono una sorta di processo contro Hein, che si sottopone volontariamente alla loro punizione storica per aver violato alcune regole della setta, ma il rettore vuole comunque denunciarlo alla polizia. Hein non ci sta e uccide il rettore: in quello stesso momento Paula, arrabbiatissima con un nonno che un tempo amava, distrugge il suo studio e tutti i riconoscimenti che il medico aveva ottenuto. Hein fa dunque recapitare a Paula un biglietto in cui si finge il rettore e le chiede di raggiungerlo presso l'istituto: prima di andare la ragazza incontra Caspar ma, scambiandolo per un adepto, lo tramortisce. Arrivata all'istituto, Paula ha uno scontro con Hein, il quale le mostra ciò che ha fatto con il cadavere di Gretchen per poi sedarla. Caspar nel frattempo si è ripreso e riesce a intervenire iniettando della soluzione salina a Paula e intrappolando Hein: il ragazzo non sapeva niente di ciò che stava accadendo, anche perché in realtà è uno studente di storia sotto falsa identità e sta svolgendo delle ricerche per una tesi sugli anti ippocratici. Nel frattempo, tuttavia, Hein viene liberato da un complice e seda anche Caspar: il suo scopo ora è quello di formare un preparato in cui i due copulano. Paula riesce tuttavia a liberarsi, a sedare il collaboratore di Hein e ad avere un ennesimo scontro fisico con quest'ultimo, finendo per ucciderlo. Alcune settimane dopo Caspar, il cui vero nome è Oliber, è ricoverato in ospedale ma sta bene: il ragazzo è intenzionato ora più che mai a costruirsi una storia con Paula.

## Produzione
Il film è stato girato in parte a Heidelberg e in parte a Monaco di Baviera, presso la Technische Universität München

## Accoglienza
Secondo l'aggregatore di recensioni Rotten Tomatoes, il film ha ottenuto un indice di apprezzamento del 58% e un voto di 5,3 su 10 sulla base di 12 recensioni. Su Metacritic, Anotomy ha ottenuto una valutazione più bassa, ossia un voto di 33 su 100 sulla base di 4 recensioni.

## Sequel
Il film ha avuto un sequel nel 2003, intitolato Anatomy 2, sempre diretto da Stefan Ruzowitzky e con l'attore protagonista Barnaby Metschurat.